# Aldis Hodge

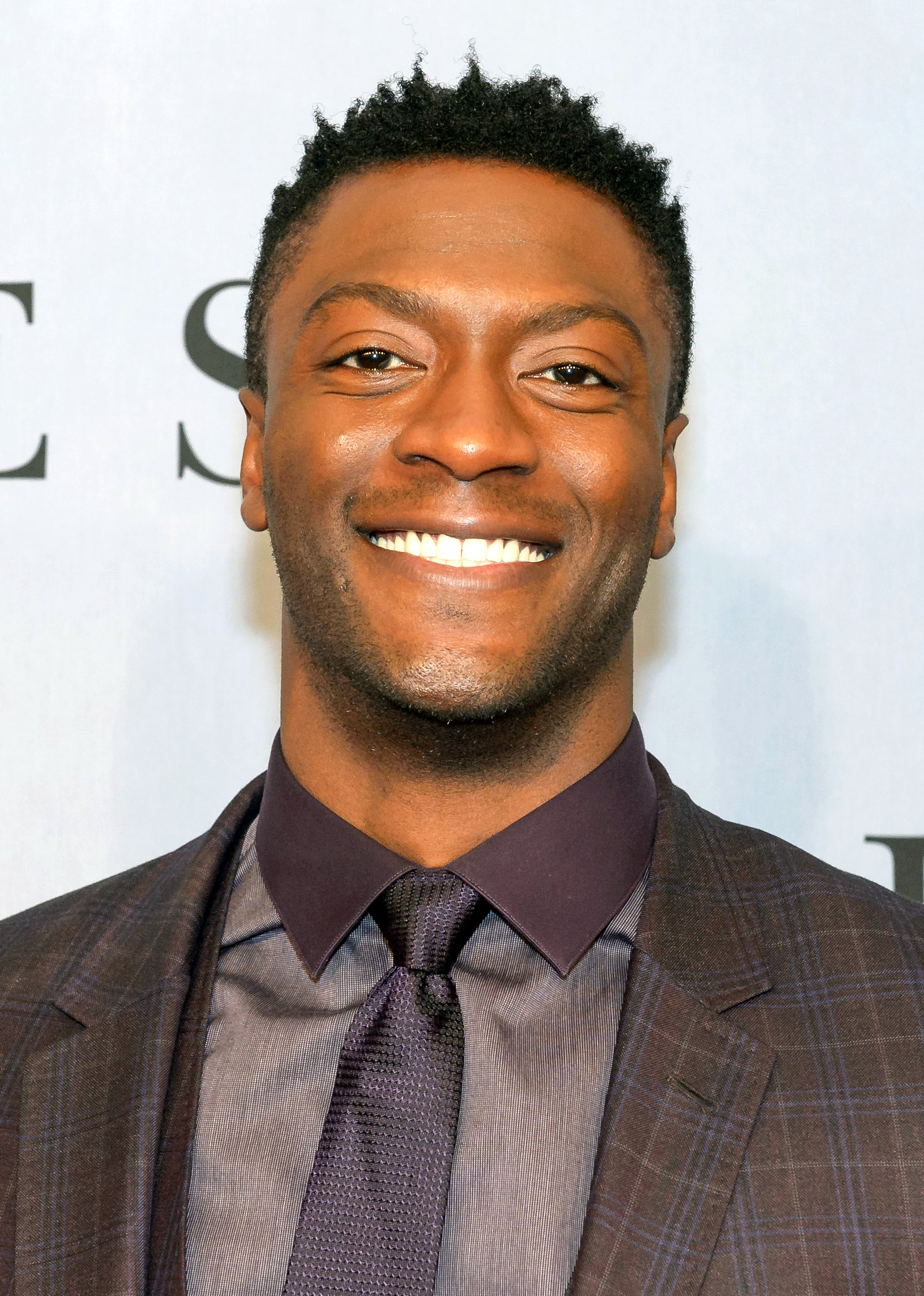
Aldis Hodge (2016)

Aldis Hodge (* 20. September 1986 in North Carolina) ist ein US-amerikanischer Schauspieler. Er verkörperte den Rapper MC Ren in Straight Outta Compton und den Footballspieler Jim Brown in One Night in Miami. Seit 2024 spielt er die Titelrolle in der Fernsehserie Alex Cross.

## Leben
Aldis Hodge wurde 1986 in North Carolina geboren. Seine Eltern dienten zu dieser Zeit im United States Marine Corps. Bereits im Alter von drei Jahren stand er für Werbeaufnahmen vor der Kamera. 1994 erhielt er eine kleine Rolle in dem Tony-prämierten Broadwaystück Show Boat. Seine erste Filmrolle hatte er in Stirb langsam: Jetzt erst recht an der Seite von Bruce Willis. Es folgten weitere kleine Filmrollen und etliche Gastauftritte in Fernsehserien wie NYPD Blue, Für alle Fälle Amy, Boston Public, Cold Case oder Supernatural. 2008 wurde er für die Fernsehserie Leverage gecastet, in der er an der Seite von Timothy Hutton und Gina Bellman den kriminellen Computerspezialisten Alec Hardison spielt, der zusammen mit seinen Kollegen unverschuldet in Not geratenen Menschen hilft. Die Rolle hatte er bis zum Serienende 2012 inne.
Im Kino war er u. a. als Rapper MC Ren in Straight Outta Compton und als Footballspieler Jim Brown in One Night in Miami zu sehen. Seit 2024 spielt er die Titelrolle in der Fernsehserie Alex Cross, basierend auf der Romanfigur von James Patterson.
2017 wurde er in die Academy of Motion Picture Arts and Sciences (AMPAS) aufgenommen, die jährlich die Oscars vergibt.
Sein älterer Bruder, Edwin Hodge, ist ebenfalls als Schauspieler tätig. Zusammen mit Jonathan Keasey verfassten die Brüder das Drehbuch zum Film Parallel, in dem sie ein Brüderpaar spielen.

## Filmografie (Auswahl)
- 1995: Stirb langsam: Jetzt erst recht (Die Hard with a Vengeance)
- 1996: Das Rosenbett (Bed of Roses)
- 1998: New York Cops – NYPD Blue (NYPD Blue, Fernsehserie, Folge 5x14)
- 2000: Big Mama’s Haus (Big Momma’s House)
- 2000: Für alle Fälle Amy (Judging Amy, Fernsehserie, Folge 2x01)
- 2002: Boston Public (Fernsehserie, Folge 2x15)
- 2003: Cold Case – Kein Opfer ist je vergessen (Cold Case, Fernsehserie, Folge 1x05)
- 2003: Emergency Room – Die Notaufnahme (ER, Fernsehserie, Folge 10x2)
- 2004: Ladykillers (The Ladykillers)
- 2006: Numbers – Die Logik des Verbrechens (NUMB3RS, Fernsehserie, Folge 2x12)
- 2006: American Dreamz – Alles nur Show (American Dreamz)
- 2006: Bones – Die Knochenjägerin (Bones, Fernsehserie, Folge 1x21)
- 2006: Happy Feet (Sprechrolle)
- 2007: Supernatural (Fernsehserie, Folgen 2x21–2x22)
- 2008–2012: Leverage (Fernsehserie, 76 Folgen)
- 2009: Red Sands
- 2009: Castle (Fernsehserie, Folge 1x06)
- 2010: Private Practice (Fernsehserie, Folge 3x16)
- 2011: CSI: Miami (Fernsehserie, Folge 10x07)
- 2013: Stirb langsam – Ein guter Tag zum Sterben (A Good Day to Die Hard)
- 2013: The Sixth Gun (Fernsehfilm)
- 2014: The Walking Dead (Fernsehserie, Folge 4x09)
- 2014: Turn: Washington’s Spies (Fernsehserie, 5 Folgen)
- 2014: Rectify (Fernsehserie, Folge 2x04)
- 2015: Straight Outta Compton
- 2016: Jack Reacher: Kein Weg zurück (Jack Reacher: Never Go Back)
- 2016: Hidden Figures – Unerkannte Heldinnen (Hidden Figures)
- 2016–2017: Underground (Fernsehserie, 20 Folgen)
- 2017: The Blacklist (Fernsehserie, Folge 4x21)
- 2017: Black Mirror (Fernsehserie, Folge 4x06)
- 2018: Star Trek: Short Treks (Fernsehserie, Folge 1x02)
- 2018. Brian Banks
- 2019: Was Männer wollen (What Men Want)
- 2019: Clemency
- 2019–2022: City on a Hill (Fernsehserie, 26 Folgen)
- 2020: Der Unsichtbare (The Invisible Man)
- 2020: One Night in Miami
- 2020: Magic Camp
- 2021: The Birthday Cake
- 2021–2023: Leverage 2.0 (Leverage: Redemption, Fernsehserie, 8 Folgen)
- 2022: Black Adam
- 2024: Parallel
- 2024: Alex Cross (Cross, Fernsehserie)
- 2025: The Dutchman